# Iota Leonis
Désignations
Iota Leonis est une étoile triple de la constellation du Lion. Sa magnitude apparente combinée est de 3,94. D'après la mesure de sa parallaxe par le satellite Hipparcos, le système est distant d'environ ∼ 79 a.l. (∼ 24,2 pc) de la Terre.

## Propriétés

### Iota Leonis A
L'étoile primaire du système, Iota Leonis A, est une étoile jaune-blanc de la séquence principale de type spectral F3 V et d'une magnitude apparente de 4,06. Baize (1989) a proposé qu'elle possède un compagnon avec qui elle formerait un sous-système d'une période d'environ 16 ans, bien que cela n'ait jamais pu être confirmé par des observations ultérieures.

### Iota Leonis B
La deuxième composante confirmée du système est désignée Iota Leonis B. D'une magnitude apparente de 6,71, elle orbite autour de Iota Leonis A avec une période de presque 200 ans, et depuis son passage au périastre en 1948, la séparation entre les deux étoiles s'accroît graduellement. Iota Leonis B a une masse qui est environ 8 % plus grande que celle du Soleil. C'est une naine jaune de type spectral G3V, assez semblable au Soleil.

### Iota Leonis C
La troisième étoile, désignée Iota Leonis C, est une naine orange de type spectral K6V et de onzième magnitude. Elle est localisée à une distance angulaire de 331 secondes d'arc et à un angle de position de 346° de la paire AB, avec qui elle partage une distance, un mouvement propre, et une vitesse radiale communes.

## Nom
Elle était appelée 太微右垣三, "la troisième (étoile) du mur droit de l'enclos du palais suprême" ou 次將 (Tsze Tseang, en mandarin cìjiàng), "le Vice-Général", dans l'astronomie traditionnelle chinoise.